# جروم دامبروزیو
جروم دامبروزیو (فرانسوی: Jérôme d'Ambrosio‎؛ زادهٔ ۲۷ دسامبر ۱۹۸۵ در ایتربیئک) رانندهٔ مسابقات اتومبیل‌رانی اهل بلژیک است که از فصل ۲۰۱۱ تا ۲۰۱۲ در مجموع در بیست گراند پری از مسابقات جهانی فرمول یک شرکت کرد، اما موفق به کسب هیچ امتیازی نشد.